# Julio Arca
Julio Andrés Arca (Quilmes, 31 gennaio 1981) è un allenatore di calcio ed ex calciatore argentino, di ruolo centrocampista.
Possiede il passaporto italiano.

## Carriera

### Club
Julio Arca è un prodotto del vivaio dell'Argentinos Juniors; conta, in prima squadra, 36 presenze in due stagioni.
Nel 2000 viene acquistato dal Sunderland. Viene votato dai tifosi nella top undici di sempre della squadra (Solid Gold XI).  Vi resta per 6 anni, collezionando 157 gare e 17 gol in campionato.
Nel 2006 passa al Middlesbrough, club nel quale resta per 5 anni, chiudendo la sua avventura con 129 presenze condite da 7 reti. Durante la stagione 2010-2011 viene eletto dai tifosi giocatore dell'anno.  Nell'estate 2011, dopo aver deciso di non rinnovare il suo contratto in scadenza, rimane svincolato, in cerca di una nuova sistemazione.

### Nazionale
Nel 2001 ha vinto il Campionato del Mondo con la Nazionale Under-20, battendo in finale la nazionale ghanese 3-0.

## Statistiche

### Presenze e reti nei club
Statistiche aggiornate al 23 aprile 2013.
| Stagione                  | Squadra                   | Campionato                | Campionato | Campionato | Coppe nazionali | Coppe nazionali | Coppe nazionali | Coppe continentali | Coppe continentali | Coppe continentali | Altre coppe | Altre coppe | Altre coppe | Totale | Totale |
| Stagione                  | Squadra                   | Comp                      | Pres       | Reti       | Comp            | Pres            | Reti            | Comp               | Pres               | Reti               | Comp        | Pres        | Reti        | Pres   | Reti   |
| ------------------------- | ------------------------- | ------------------------- | ---------- | ---------- | --------------- | --------------- | --------------- | ------------------ | ------------------ | ------------------ | ----------- | ----------- | ----------- | ------ | ------ |
| 1999-2000                 | Argentinos Juniors        | PD                        | 19         | 0          | -               | -               | -               | -                  | -                  | -                  | -           | -           | -           | 19     | 0      |
| 2000-2001                 | Argentinos Juniors        | PD                        | 17         | 0          | -               | -               | -               | -                  | -                  | -                  | -           | -           | -           | 17     | 0      |
| Totale Argentinos Juniors | Totale Argentinos Juniors | Totale Argentinos Juniors | 36         | 0          |                 | -               | -               |                    | -                  | -                  |             | -           | -           | 36     | 0      |
| 2000-2001                 | Sunderland                | PL                        | 27         | 2          | FACup+CdL       | 1+2             | 0+1             | -                  | -                  | -                  | -           | -           | -           | 30     | 3      |
| 2001-2002                 | Sunderland                | PL                        | 22         | 1          | FACup+CdL       | 1+1             | 0               | -                  | -                  | -                  | -           | -           | -           | 24     | 1      |
| 2002-2003                 | Sunderland                | PL                        | 13         | 0          | FACup+CdL       | 4+1             | 1+1             | -                  | -                  | -                  | -           | -           | -           | 18     | 2      |
| 2003-2004                 | Sunderland                | FD                        | 31         | 4          | FACup+CdL       | 6+0             | 2+0             | -                  | -                  | -                  | -           | -           | -           | 37     | 6      |
| 2004-2005                 | Sunderland                | FLC                       | 40         | 9          | FACup+CdL       | 1+1             | 0               | -                  | -                  | -                  | -           | -           | -           | 42     | 9      |
| 2005-2006                 | Sunderland                | PL                        | 24         | 1          | FACup+CdL       | 2+0             | 1               | -                  | -                  | -                  | -           | -           | -           | 28     | 3      |
| Totale Sunderland         | Totale Sunderland         | Totale Sunderland         | 157        | 17         |                 | 19              | 6               |                    | -                  | -                  |             | -           | -           | 176    | 23     |
| 2006-2007                 | Middlesbrough             | PL                        | 21         | 2          | FACup+CdL       | 7+0             | 1               | -                  | -                  | -                  | -           | -           | -           | 28     | 3      |
| 2007-2008                 | Middlesbrough             | PL                        | 24         | 2          | FACup+CdL       | 5+0             | 0               | -                  | -                  | -                  | -           | -           | -           | 29     | 2      |
| 2008-2009                 | Middlesbrough             | PL                        | 18         | 0          | FACup+CdL       | 3+0             | 0               | -                  | -                  | -                  | -           | -           | -           | 21     | 0      |
| 2009-2010                 | Middlesbrough             | FLC                       | 34         | 0          | FACup+CdL       | 1+1             | 0               | -                  | -                  | -                  | -           | -           | -           | 36     | 0      |
| 2010-2011                 | Middlesbrough             | FLC                       | 32         | 3          | FACup+CdL       | 1+2             | 0+1             | -                  | -                  | -                  | -           | -           | -           | 35     | 4      |
| 2011-2012                 | Middlesbrough             | FLC                       | 30         | 0          | FACup+CdL       | 1+2             | 0               | -                  | -                  | -                  | -           | -           | -           | 33     | 0      |
| 2012-2013                 | Middlesbrough             | FLC                       | 1          | 0          | FACup+CdL       | 0               | 0               | -                  | -                  | -                  | -           | -           | -           | 0      | 0      |
| Totale Middlesbrough      | Totale Middlesbrough      | Totale Middlesbrough      | 160        | 7          |                 | 25              | 2               |                    | -                  | -                  |             | -           | -           | 152    | 9      |
| Totale carriera           | Totale carriera           | Totale carriera           | 317        | 24         |                 | 44              | 8               |                    | -                  | -                  |             | -           | -           | 361    | 32     |

## Palmarès

### Giocatore

#### Competizioni nazionali
- Campionato inglese di seconda divisione: 1

Sunderland: 2004-2005
- FA Vase: 1

South Shields: 2016-2017

#### Nazionale
- Campionato mondiale Under-20: 1

2001

### Allenatore

#### Competizioni nazionali
- Northern Premier League: 1

South Shields: 2022-2023